# John Alden Mason
John Alden Mason (Orland, 14 gennaio 1885 – 7 novembre 1967) è stato un antropologo, archeologo e linguista statunitense.

## Biografia e opere
Nato a Orland, in Indiana, Mason crebbe a Germanstown, nel distretto nord-occidentale di Filadelfia.

Dopo la laurea conseguita nel 1907 presso l'Università della Pennsylvania, ottenne nel 1911 un dottorato in antropologia presso l'Università della California, a Berkeley, difendendo una tesi riguardante uno studio etnografico del popolo dei Salinan, una tribù di nativi americani che risiedeva in quella che è oggi la costa centrale della California, nella valle di Salinas. Oggi la documentazione pubblicata da Mason costituisce la testimonianza principale dell'esistenza della lingua salinan, estintasi nel 1958, con la morte dell'ultima persona in grado di parlarla. Oltre ad occuparsi della suddetta lingua salinan, Mason pubblicò anche studi linguistici inerenti alle lingue piman e studi etnografici riguardanti i Tepehuán, una tribù di nativi messicani originaria del Messico occidentale e nord-occidentale. 
La sua opera più famosa è però costituita da una serie di racconti su Juan Bobo, un personaggio folkloristico portoricano, la cui prima apparizione negli Stati Uniti d'America è dovuta proprio alle pubblicazioni del 1921 di Mason. I racconti, raccolti da Mason nelle sue visite a scuole elementari portoricane, furono pubblicati nel Journal of American Folklore sotto il titolo di Porto Rican Folklore. La serie consisteva di 56 "racconti picareschi" con protagonista Juan Bobo e includeva alcuni titoli decisamente particolari quali Juan Bobo Delivers a Letter to the Devil (in italiano: Juan Bobo consegna una lettera al diavolo), Juan Bobo Throws his Brother Down a Well (in italiano: Juan Bobo getta suo fratello in un pozzo) e Juan Bobo refuses to Marry the Princess (in italiano: Juan Bobo rifiuta di sposare la principessa).
Mason è stato anche direttore del museo di archeologia e antropologia dell'Università della Pennsylvania dal 1926 fino al suo pensionamento, avvenuto nel 1958.
Le sue pubblicazioni sono conservate presso l'American Philosophical Society di Filadelfia.